# Eredivisie 2007-08
L'Eredivisie 2007-08 va ser la temporada número 52 edició de l'Eredivisie, la primera divisió de futbol neerlandesa. La temporada va començar l'agost de 2007 i va acabar el 18 de maig de 2008, amb el campió defensor del títol, el PSV retenint el seu títol amb 72 punts.

## Màxims golejadors
| Gols | Jugador             | Equip      |
| ---- | ------------------- | ---------- |
| 33   | Klaas-Jan Huntelaar | AFC Ajax   |
| 22   | Blaise Nkufo        | FC Twente  |
| 17   | Luis Suárez         | AFC Ajax   |
| 16   | Robin Nelisse       | FC Utrecht |